# Денудація

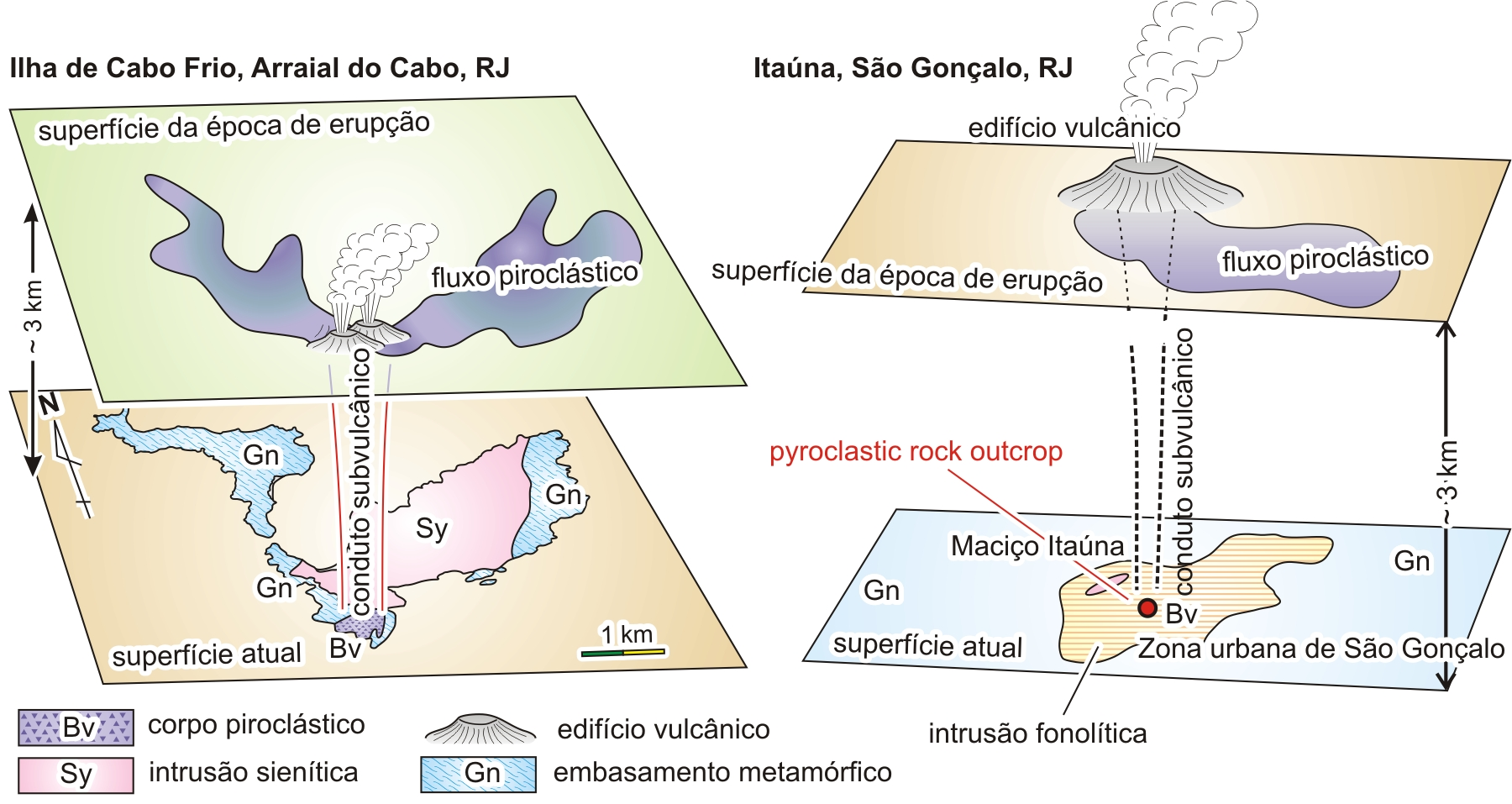
Схематичне зображення регіональної денудації для лужних інтрузивних порід. Штат Ріо-де-Жанейро, Бразилія.

Денудація (лат. denudatio, від denudo — «оголюю, розкриваю»; рос. денудация, англ. denudation, washout, нім. Denudation f, Abtragen n) — сукупність процесів руйнування гірських порід водою, вітром, льодовиками тощо, і перенесення продуктів руйнування до нижчих ділянок (рівнів) земної поверхні.

## Загальний опис
Денудація — процеси руйнування гірських порід, що супроводжуються переміщенням їхніх уламків під дією гравітаційних сил, вітру, води, криги (агенти денудації). Процеси денудації руйнують реголіт до такої міри, що вона оголює підстилаючу породу. Ерозію та денудацію часто об'єднують у термін ерозія. 
У денудаційному процесі можна виділити такі стадії: 
- стадію руйнування гірських порід
- стадію переносу (транспортування) продуктів руйнування
- стадію седиментації (осадконакопичення), після якої наступають стадії перетворення осаду:
- діагенезу — переродження осаду у гірську породу, що виражається у її ущільненні,
- цементації,
- дегідратації,
- катагенезу — перекристалізації осадової породи.

Основною рушійною силою процесів денудації виступає сила гравітації, дія якої є універсальною і виявляється, безпосередньо (гірські обвали, каменепади, снігові й льодовикові лавини тощо) або опосередковано, завдяки дії вітру, текучих вод, льоду, коливанням температури (добовим і сезонним).

## Результати денудації
Внаслідок денудації рельєф вирівнюється. У результаті тривалого переважання процесів денудації цілі гірські країни можуть бути повністю зруйновані та перетворені на хвилясті денудаційні рівнини (пенеплени). Наслідком денудації є інші денудаційні поверхні — педименти, педиплени, передгірні сходи.
Про інтенсивність денудації можна певною мірою судити за кількістю наносів, що виносять ріки (до кількох тисяч тонн на рік).
Термін «денудація» використовується іноді й у вужчому сенсі — для позначення процесів переміщення продуктів вивітрювання гірських порід водою (іноді лише водою), вітром, льодом чи під впливом сили тяжіння з вищих рівнів на більш низькі. Нижній рівень денудації — рівень, до якого теоретично може бути понижений суходіл внаслідок сукупної дії всіх руйнівних екзогенних факторів в умовах тривалого тектонічного спокою. Теоретично збігається з загальним базисом ерозії, тобто рівнем Світового океану, в дійсності лежить нижче, оскільки ерозія річок і морська абразія в межах шельфу проявляються і під водою.
Денудаційні рівнини — рівнини, створені під впливом екзогенних процесів, зокрема вивітрювання — руйнування гірської породи хімічними, фізичними та іншими природними процесами та явищами.
Денудація розкриває родовища корисних копалин, які формувалися при осадонакопиченні або магматичній діяльності в земній корі на різних глибинах. Денудація призводить до перерозподілу корисних копалин, виникнення розсипів, покладів осадових корисних копалин.

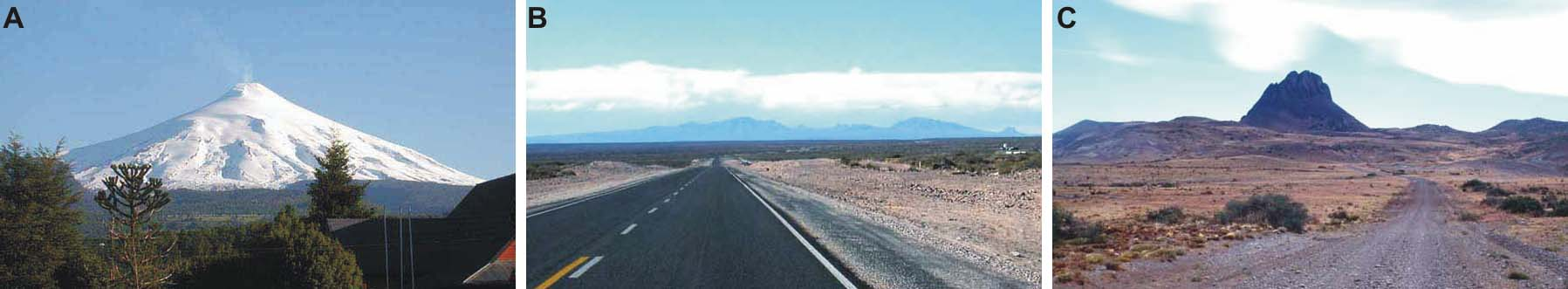
A) Villarrica Volcano, Chile, a volcano without effects of erosion and denudation
B) Chachahén Volcano, Mendoza Province, Argentina, a volcano with strong effect of erosion but no denudation
C) Cardiel Lake, Santa Cruz Province, Argentina, a volcanic area under strong effect of denudation, exposing subvolcanic rock body.